# Plan de Normalización Social del Asturiano 2005-2007
El Plan para la normalización social del asturiano 2005-2007 es un conjunto de medidas, aprobadas por el gobierno del Principado de Asturias (España) para potenciar el uso y promoción del asturiano y el gallego-asturiano. El plan perseguirá los siguientes objetivos: 
- Fomentar el uso institucional y público por las administraciones.
- Cooperar con los ayuntamientos asturianos.
- Promover el uso en los medios de comunicación del asturiano y la fala del occidente de Asturias.
- Garantizar la enseñanza del asturiano en todos los niveles educativos.
- Fijar la toponimia tradicional, oficializarla y generalizar su uso.
- Desarrollar la información de la lengua asturiana.
- Fomentar el uso de la lengua socialmente.
- Impulsar el uso del asturiano.
- Fomentar la edición de productos culturales en la lengua asturiana.

Fue aprobado el 24 de febrero de 2005.